# Леонардо Антоніо
Леонардо Антоніо (порт. Léonardo Antonio; нар. 9 липня 1997) — бразильський футболіст, півзахисник «Львова».

## Біографія
Вихованець клубу «АА Португеза», після чого грав за аматорський клуб «Гонсаленсе».
2019 року став гравцем клубу другого литовського дивізіону «Джюгас» (Тельшяй). За підсумками сезону 2020 року допоміг команді вийти вперше в історії до вищого дивізіону. 6 березня 2021 року дебютував у А-Лізі в першому матчі сезону проти клубу «Хегельманн» (2:1). 12 червня забив перший гол у вищому дивізіоні проти «Рітеряя» (1:1). Всього за чотири сезони провів у литовському клубі 102 гри в усіх турнірах і забив 8 голів і 21 лютого 2023 року покинув команду у статусі вільного агента.
23 лютого 2023 року уклав контракт зі «Львовом».